# 拉约
拉约（法語：Railleu，法語發音：[ʁajø] ⓘ）是法国东比利牛斯省的一个市镇，属于普拉德区。

## 地理
拉约（42°35'10"N, 2°10'56"E）面积9.97 平方千米，位于法国奧克西塔尼大區东比利牛斯省，该省份为法国大陆部分最南部的省份，涵盖了北加泰罗尼亚，北起奥德省，西接阿列日省和安道尔，南与西班牙接壤，东临地中海。
与拉约接壤的市镇（或旧市镇、城区）包括：桑萨、艾瓜泰比亚-塔洛、科迪耶斯德孔夫朗、马特马勒。

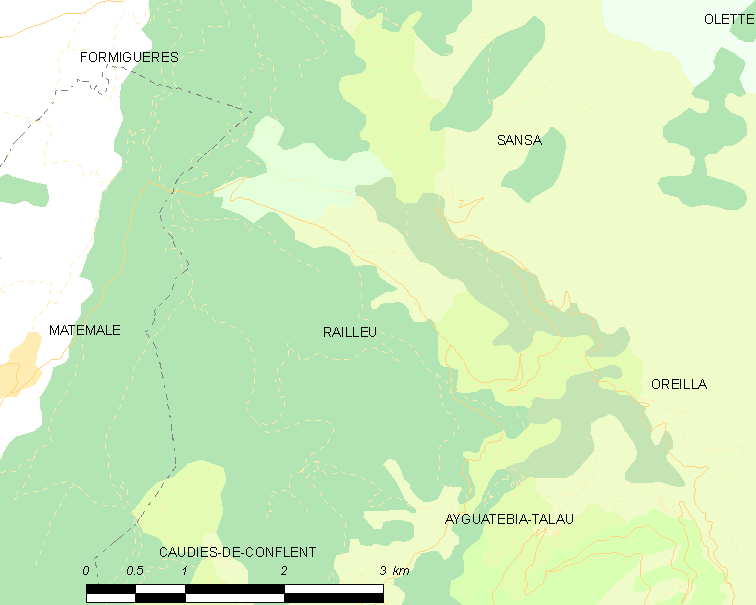
拉约的OSM定位图

拉约的时区为UTC+01:00、UTC+02:00（夏令时）。

## 行政
拉约的邮政编码为66360，INSEE市镇编码为66157。

## 政治
拉约所属的省级选区为加泰罗尼亚比利牛斯县。

## 人口

1962-2008年间拉约人口变化图示

拉约于2022年1月1日时的人口数量为23人。